# Wig Wam
Wig Wam – norweski zespół muzyczny założony w 2001. Reprezentant Norwegii w 50. Konkursie Piosenki Eurowizji (2005).

## Historia zespołu
Zespół został założony w 2001 w Halden. W skład grupy weszli: Åge Sten „Glam” Nilsen, Trond „Teeny” Holter, Bernt „Flash” Jansen i Øystein „Sporty” Andersen. W marcu 2004 muzycy wydali swój debiutancki album studyjny pt. 667 ... The Neighbour of the Beast, na którym znalazł się m.in. cover przeboju „I Turn to You” z repertuaru Mel C. w aranżacji zespołu, a także utwór „Crazy Things”, z którym grupa zajęła trzecie miejsce w finale programu Melodi Grand Prix 2004.

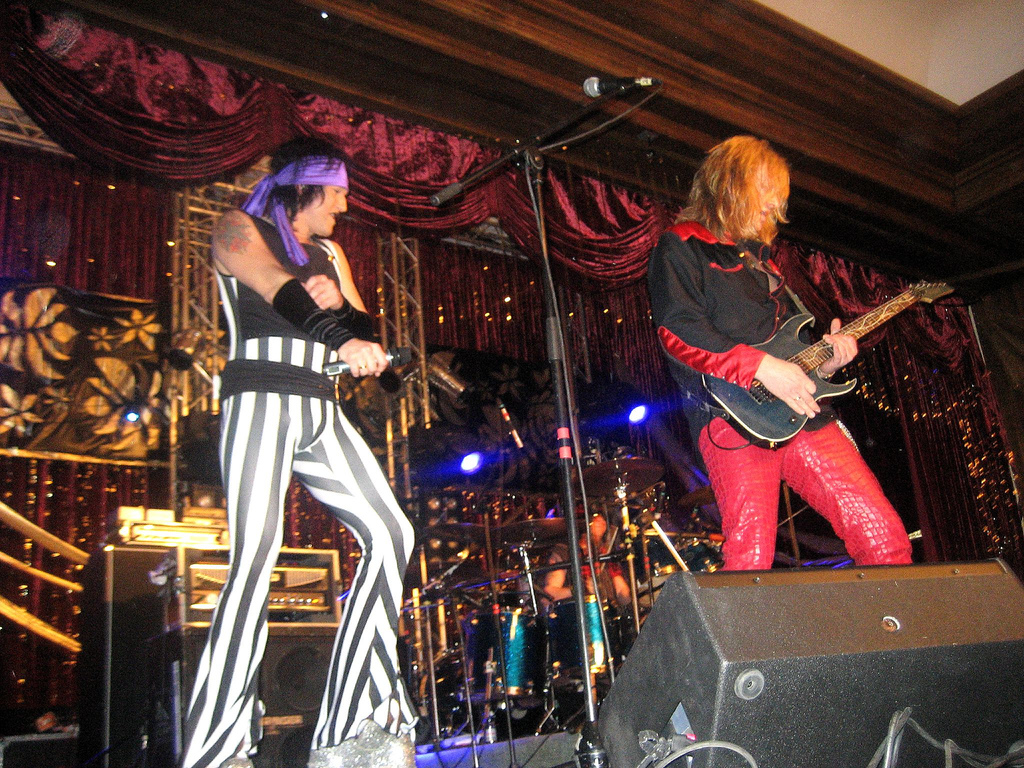
Wig Wam (2007)

Na początku stycznia 2005 muzycy wydali reedycję swojej debiutanckiej płyty – Hard to Be a Rock’n’Roller…in Kiev. Album promowali singlem „In My Dreams”, z którym zwyciężyli w finale programu Melodi Grand Prix 2005 i – jako reprezentanci Norwegii – zajęli dziewiąte miejsce w finale 50. Konkursu Piosenki Eurowizji w Kijowie. W listopadzie tego samego roku wydali album koncertowy pt. Rock ’N’ Roll Revolution 2005 (CD+DVD), na którym umieścili zapis dźwiękowy koncertów w Momarkedet i zapis filmowy najważniejszych wydarzeń z ich dotychczasowej kariery oraz teledyski do ich singli.
W marcu 2006 muzycy wydali album studyjny pt. Wig Wamania, który kilka miesięcy później został wydany na rynku japońskim z trzema dodatkowymi utworami. Pod koniec lipca 2007 wydali album koncertowy pt. Love in Tokyo!, na którym umieścili zapis dźwiękowy występów na koncercie z 26 lutego 2006 w Shibuya O-East w Tokio.
Pod koniec stycznia 2010 wydali trzeci w karierze album studyjny pt. Non Stop Rock’n Roll. W czerwcu tego samego roku wystąpili jako support przed koncertem zespołu Kiss w Valhall w Oslo. W maju 2012 wydali album pt. Wall Street. W marcu 2014 ogłosili zakończenie współpracy, a w 2019 reaktywowali zespół.
W 2022 ich piosenka „Do Ya Wanna Taste It” znalazła się na ścieżce dźwiękowej serialu Peacemaker. W styczniu 2025 zostali ogłoszeni uczestnikami programu Melodi Grand Prix 2025.

## Skład zespołu
- Åge Sten „Glam” Nilsen – śpiew
- Trond „Teeny” Holter – gitara elektryczna, śpiew
- Bernt „Flash” Jansen – gitara basowa, śpiew
- Øystein „Sporty” Andersen – instrumenty perkusyjne

## Dyskografia

### Albumy studyjne
- 667... The Neighbour of the Beast/Hard To Be A Rock’n’Roller…in Kiev (2004)
- Wig Wamania (2006)
- Non Stop Rock'n'Roll (2010)
- Wall Street (2012)
- Never Say Die (2021)
- Out of The Dark (2023)[17]

### Albumy koncertowe
- Live in Tokyo (2007)

### DVD
- Rock’n’Roll Revolution 2005 (2005)
- Made in Japan (2007)